# Vertigo World Tour
El Vertigo World Tour fue la tercera gira de conciertos del artista irlandés Eden, en apoyo de su álbum de estudio debut Vertigo. La gira comenzó en marzo de 2018 en América del Norte y finalizó en Europa en noviembre de 2018.

## Portada
Para acompañar el lanzamiento de "Gold", Eden publicó las fechas de la gira el 10 de noviembre de 2017.

## Lista establecida
Esta lista de canciones es representativa del show de Santa Ana el 9 de marzo de 2018. No necesariamente representa todas las fechas a lo largo de la gira.
1. "wrong"
2. "take care"
3. "start//end"
4. "wings"
5. "icarus"
6. "lost//found"
7. "crash"
8. "about time"
9. "gold"
10. "nowhere else"
11. "forever//over"
12. "Fumes"
13. "float"
14. "stutter"
15. "End Credits"
16. "wonder"
17. "rock + roll"
18. "love; not wrong (brave)
19. "falling in reverse"

## Espectáculos
| Fecha                        | Ciudad                       | País                         | Local                            | Acto de apertura             | Attendance                   | Ingresos                     |
| Pierna 1 - América del Norte | Pierna 1 - América del Norte | Pierna 1 - América del Norte | Pierna 1 - América del Norte     | Pierna 1 - América del Norte | Pierna 1 - América del Norte | Pierna 1 - América del Norte |
| ---------------------------- | ---------------------------- | ---------------------------- | -------------------------------- | ---------------------------- | ---------------------------- | ---------------------------- |
| 1 de marzo de 2018           | Houston                      | Estados Unidos               | Sala de Música de Roble blanca   | VÉRITÉ                       |                              |                              |
| 2 de marzo de 2018           | Austin                       | Estados Unidos               | Scoot Mesón                      | VÉRITÉ                       | 975 / 975                    | $19,525                      |
| 3 de marzo de 2018           | Dallas                       | Estados Unidos               | Dallas de árboles                | VÉRITÉ                       |                              |                              |
| 6 de marzo de 2018           | Phoenix                      | Estados Unidos               | El Crescent Ballroom             | VÉRITÉ                       |                              |                              |
| 7 de marzo de 2018           | San Diego                    | Estados Unidos               | Casa de Blues                    | VÉRITÉ                       |                              |                              |
| 9 de marzo de 2018           | Santa Ana                    | Estados Unidos               | El Observatorio                  | VÉRITÉ                       |                              |                              |
| 10 de marzo de 2018          | Los Ángeles                  | Estados Unidos               | El Fonda Teatro                  | VÉRITÉ                       |                              |                              |
| 13 de marzo de 2018          | San Francisco                | Estados Unidos               | Centro de regencia               | VÉRITÉ                       |                              |                              |
| 15 de marzo de 2018          | Portland                     | Estados Unidos               | El Hawthrone Teatro              | VÉRITÉ                       |                              |                              |
| 16 de marzo de 2018          | Seattle                      | Estados Unidos               | El Showbox                       | VÉRITÉ                       |                              |                              |
| 19 de marzo de 2018          | Salt Lake City               | Estados Unidos               | Magnífico @ El Complejo          | VÉRITÉ                       |                              |                              |
| 20 de marzo de 2018          | Denver                       | Estados Unidos               | Teatro gótico                    | VÉRITÉ                       |                              |                              |
| 22 de marzo de 2018          | Minneapolis                  | Estados Unidos               | El Casal de Cedro                | VÉRITÉ                       |                              |                              |
| 23 de marzo de 2018          | Milwaukee                    | Estados Unidos               | El Rave/Club de Águilas          | VÉRITÉ                       |                              |                              |
| 24 de marzo de 2018          | Chicago                      | Estados Unidos               | Casa de Blues                    | VÉRITÉ                       |                              |                              |
| 26 de marzo de 2018          | Detroit                      | Estados Unidos               | La sala de Andrew santo, Detroit | VÉRITÉ                       |                              |                              |
| 28 de marzo de 2018          | Toronto                      | Canadá                       | Danforth Sala de música          | VÉRITÉ                       |                              |                              |
| 29 de marzo de 2018          | Montreal                     | Canadá                       | Corona Teatro                    | VÉRITÉ                       | 847 / 847                    | $18,425                      |
| 2 de abril de 2018           | Boston                       | Estados Unidos               | Casa de Blues                    | VÉRITÉ                       |                              |                              |
| 4 de abril de 2018           | Ciudad de Nueva York         | Estados Unidos               | Irving Plaza                     | VÉRITÉ                       |                              |                              |
| 5 de abril de 2018           | Ciudad de Nueva York         | Estados Unidos               | Irving Plaza                     | VÉRITÉ                       |                              |                              |
| 6 de abril de 2018           | Filadelfia                   | Estados Unidos               | Transferencia de unión           | VÉRITÉ                       |                              |                              |
| 7 de abril de 2018           | Washington D. C.             | Estados Unidos               | 9:30 Club                        | VÉRITÉ                       | 1,200 / 1,200                | $24,000                      |
| 10 de abril de 2018          | Pittsburgh                   | Estados Unidos               | Etapa AE                         | VÉRITÉ                       | 400 / 400                    | $7,200                       |
| 11 de abril de 2018          | Colón                        | Estados Unidos               | Newport Sala de música           | VÉRITÉ                       | 1,406 / 1,406[2]             | $25,324                      |
| 12 de abril de 2018          | Nashville                    | Estados Unidos               | Piedad Lounge                    | VÉRITÉ                       |                              |                              |
| 14 de abril de 2018          | Atlanta                      | Estados Unidos               | Variedad Playhouse               | VÉRITÉ                       |                              |                              |
| Pierna 2 - Europa            |                              |                              |                                  |                              |                              |                              |
| 24 de abril de 2018          | Dublín                       | Irlanda                      | Olympia Teatro                   | Colores cuervos              |                              |                              |
| 25 de abril de 2018          | Glasgow                      | Escocia                      | Oran Mor                         | Colores cuervos              |                              |                              |
| 27 de abril de 2018          | Mánchester                   | Inglaterra                   | El Ritz                          | Colores cuervos              |                              |                              |
| 28 de abril de 2018          | Birmingham                   | Inglaterra                   | Digbeth Instituto                | Colores cuervos              |                              |                              |
| 30 de abril de 2018          | Londres                      | Inglaterra                   | O2 Foro                          | Colores cuervos              |                              |                              |
| 2 de mayo de 2018            | Antwerp                      | Bélgica                      | Trix Sala                        | Colores cuervos              |                              |                              |
| 3 de mayo de 2018            | Ámsterdam                    | Netherlands                  | Melkweg                          | Colores cuervos              |                              |                              |
| 4 de mayo de 2018            | París                        | Francia                      | Le Trabendo                      | Colores cuervos              |                              |                              |
| 6 de mayo de 2018            | Hamburgo                     | Alemania                     | Große Freiheit 36                | Colores cuervos              |                              |                              |
| 7 de mayo de 2018            | Berlín                       | Alemania                     | Festsaal Kreuzberg               | Colores cuervos              |                              |                              |
| 9 de mayo de 2018            | Copenhague                   | Dinamarca                    | Pumpehuset                       | Colores cuervos              |                              |                              |
| 10 de mayo de 2018           | Estocolmo                    | Suecia                       | Debaser Hebra                    | Colores cuervos              |                              |                              |
| Pierna 3 - Oceanía           |                              |                              |                                  |                              |                              |                              |
| 20 de junio de 2018          | Auckland                     | Nueva Zelanda                | La Estación de Poder             | Nakita                       |                              |                              |
| 22 de junio de 2018          | Brisbane                     | Australia                    | 256 Wickham                      | ALTA                         |                              |                              |
| 23 de junio de 2018          | Sídney                       | Australia                    | Metro Teatro                     | ALTA                         |                              |                              |
| 24 de junio de 2018          | Melbourne                    | Australia                    | 170 Russel                       | ALTA                         |                              |                              |
| 26 de junio de 2018          | Perth                        | Australia                    | Capitol                          | Priscilla                    |                              |                              |
| Pierna 4 - América del Norte |                              |                              |                                  |                              |                              |                              |
| 2 de octubre de 2018         | Vancouver                    | Canadá                       | Vogue Teatro                     | Oro de arlequín              |                              |                              |
| 3 de octubre de 2018         | Portland                     | Estados Unidos               | Crystal Ballroom                 | Kacy Cerro                   |                              |                              |
| 5 de octubre de 2018         | Chico                        | Estados Unidos               | Teatro de senador                | Kacy Cerro                   |                              |                              |
| 6 de octubre de 2018         | Sacramento                   | Estados Unidos               | As de Espadas                    | Kacy Cerro                   |                              |                              |
| 9 de octubre de 2018         | Santa Cruz                   | Estados Unidos               | El Catalizador                   | Kacy Cerro                   |                              |                              |
| 10 de octubre de 2018        | Los Ángeles                  | Estados Unidos               | El Teatro de Hotel de As         | Kacy Cerro                   |                              |                              |
| 12 de octubre de 2018        | Phoenix                      | Estados Unidos               | La Furgoneta Buren               | Kacy Cerro                   |                              |                              |
| 13 de octubre de 2018        | Alburquerque                 | Estados Unidos               | Teatro de sol                    | Kacy Cerro                   |                              |                              |
| 15 de octubre de 2018        | Denver                       | Estados Unidos               | Ogden Teatro                     | Kacy Cerro                   |                              |                              |
| 18 de octubre de 2018        | Ciudad de Kansas             | Estados Unidos               | El Truman                        | Kacy Cerro                   |                              |                              |
| 19 de octubre de 2018        | St. Louis                    | Estados Unidos               | La Habitación Preparada          | Kacy Cerro                   |                              |                              |
| 20 de octubre de 2018        | Chicago                      | Estados Unidos               | Riviera Teatro                   | Kacy Cerro                   |                              |                              |
| 23 de octubre de 2018        | Indianapolis                 | Estados Unidos               | Deluxe En Centro Nacional Viejo  | Sasha Sloan                  |                              |                              |
| 24 de octubre de 2018        | Nashville                    | Estados Unidos               | Trabajos de Música del maratón   | Sasha Sloan                  |                              |                              |
| 26 de octubre de 2018        | Fort Lauderdale              | Estados Unidos               | Habitación de cultura            | Sasha Sloan                  |                              |                              |
| 27 de octubre de 2018        | Orlando                      | Estados Unidos               | El Plaza Vivo                    | Sasha Sloan                  |                              |                              |
| 30 de octubre de 2018        | Charlestón                   | Estados Unidos               | Granja de música                 | Sasha Sloan                  |                              |                              |
| 31 de octubre de 2018        | Charlotte                    | Estados Unidos               | El Fillmore                      | Sasha Sloan                  |                              |                              |
| 2 de noviembre de 2018       | Pittsburgh                   | Estados Unidos               | Etapa AE                         | Sasha Sloan                  |                              |                              |
| 3 de noviembre de 2018       | Baltimore                    | Estados Unidos               | Los carneros Encabezan Vivos!    | Sasha Sloan                  |                              |                              |
| 4 de noviembre de 2018       | Puerto nuevo                 | Estados Unidos               | El sitio del sapo                | Sasha Sloan                  |                              |                              |
| 6 de noviembre de 2018       | Providencia                  | Estados Unidos               | Fete Sala de música              | Sasha Sloan                  |                              |                              |
| 9 de noviembre de 2018       | Brooklyn                     | Estados Unidos               | Brooklyn Acero                   | Sasha Sloan                  |                              |                              |
| Pierna 5 - Europa            |                              |                              |                                  |                              |                              |                              |
| 18 de noviembre de 2018      | Fráncfort                    | Alemania                     | Batschkapp                       | Au/Ra                        |                              |                              |
| 20 de noviembre de 2018      | Cologne                      | Alemania                     | Sala de Música viva              | Au/Ra                        |                              |                              |
| 21 de noviembre de 2018      | París                        | Francia                      | YOYO                             | Au/Ra                        |                              |                              |
| 22 de noviembre de 2018      | Utrecht                      | Netherlands                  | TivoliVredenburg                 | Au/Ra                        |                              |                              |
| 24 de noviembre de 2018      | Leeds                        | Inglaterra                   | Universidad de Leeds Refectory   | Au/Ra                        |                              |                              |
| 25 de noviembre de 2018      | Londres                      | Inglaterra                   | O2 Brixton Academia              | Au/Ra                        |                              |                              |
| 27 de noviembre de 2018      | Dublín                       | Irlanda                      | Olympia Teatro                   | Au/Ra                        |                              |                              |